# Tropas coloniais

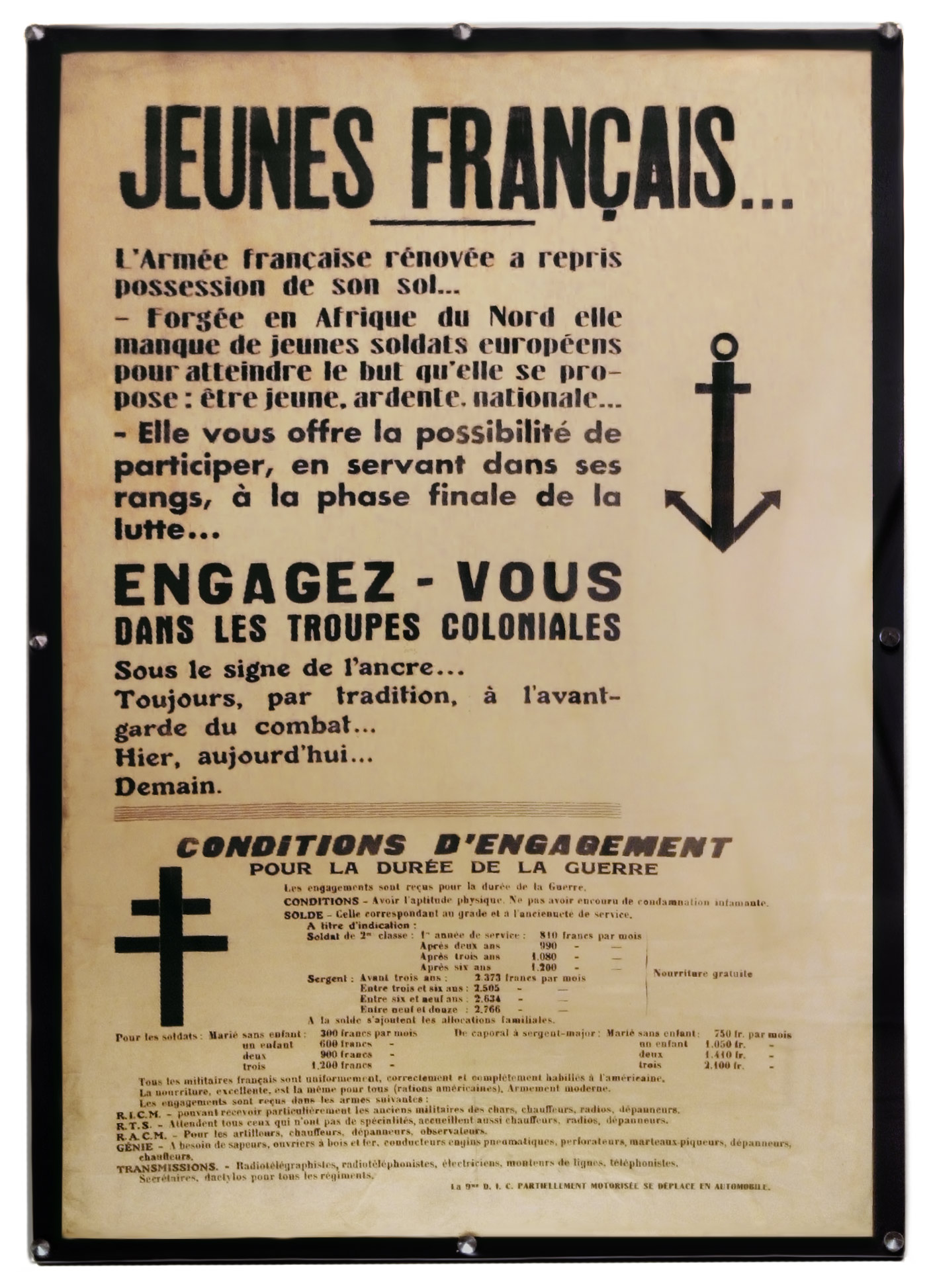
Anúncio de convocação convidando cidadãos a se alistarem nas Forças Coloniais Francesas, depois que as colônias do Norte da África (Argélia, Tunísia) foram reconquistadas pelos Aliados na Segunda Guerra Mundial

Tropas coloniais ou exército colonial se referem a várias unidades militares recrutadas ou usadas como tropas de guarnição em territórios coloniais.

## Origem colonial
Essas colônias podem estar localizadas no exterior ou em áreas dominadas por potências terrestres vizinhas, como a China Imperial ou a Rússia czarista. As tropas coloniais têm sido usadas por potências imperiais antigas (como Cartago e Roma) ou modernas (como Grã-Bretanha, França, Holanda, Dinamarca, Estados Unidos, Alemanha, Itália, Japão, Espanha e Portugal). Às vezes, eles foram recrutados por líderes locais, como auxiliares; e outras vezes organizado diretamente pelo poder colonial.

## Origens
No início do período colonial moderno, essas tropas eram predominantemente europeias do exército nacional do país em questão, mas logo foram recrutadas tropas "nativas" criadas localmente. Estes últimos normalmente serviam em unidades separadas, primeiro sob seus próprios líderes, depois sob oficiais europeus.
Os sipaios da Companhia das Índias Orientais inglesa e, posteriormente, britânica foram um exemplo inicial. Em meados do século XVIII, essas tropas estavam começando a ser recrutadas diretamente pela Companhia, permitindo provisionamento, treinamento e táticas mais sistemáticos. Durante a rebelião indiana de 1857, ou "Motim dos Sipaios", muitos dos sipaios se rebelaram contra a Companhia, levando ao fim do governo da Companhia da Índia. Depois que o governo britânico assumiu o controle direto da Índia britânica em 1858, os cipaios formaram os regimentos do Exército indiano, alguns dos quais sobrevivem até os dias atuais nos exércitos nacionais do Paquistão e Índia.
Os enclaves francês e português no subcontinente indiano também recrutaram sipaios.

## Exemplos
| - Askari - British Indian Army - Chasseurs d' Afrique - Colonial Marines - Dubats - French Colonial Forces - Goumier - Force Publique - Gurkhas - Khyber Rifles - King's African Rifles - Mehariste - Militares de Macau sob domínio português - Regulares | - Royal Corps of Colonial Troops - Royal Netherlands East Indies Army - Savari - Sepoy - Schutztruppe - Spahi - Grupos Especiais - Atirador - Tonkinese Rifles - Tropas Nomadas - West African Frontier Force - Regimento das Índias Ocidentais - Zaptie - Zouaves - Zwarte Hollanders |